# Welcome to the Black Parade
Welcome to the Black Parade è il primo singolo estratto da The Black Parade, terzo album del gruppo musicale statunitense My Chemical Romance, pubblicato il 9 ottobre 2006.
In occasione dell'uscita di The Black Parade/Living with Ghosts, edizione celebrativa dei 10 anni dell'album originale, una versione demo di Welcome to the Black Parade, intitolata The Five of Us Are Dying (Rough Mix), è stata pubblicata come singolo il 29 luglio 2016.

## Video musicale
Il video è stato diretto da Samuel Bayer, famoso per i suoi lavori con Nirvana e Green Day.
Il video è stato pubblicato il 26 settembre 2006 in Canada e Regno Unito e il 27 settembre 2006 negli Stati Uniti.
Nel video un paziente (interpretato da Lukas Haas) d'ospedale inizia a vedere la morte sotto forma di una parata nera (Black Parade in inglese), nella quale sopra ad un carro motorizzato i My Chemical Romance cantano Welcome to the Black Parade seguiti da una folla di figure mascherate.
Tutti i costumi sono realizzati dalla designer Colleen Atwood, famosa per le sue collaborazioni con il regista Tim Burton.

## Utilizzi del brano
- Welcome to the Black Parade è un contenuto scaricabile nella serie di videogiochi Rock Band.
- È presente come contenuto scaricabile nel videogioco Guitar Hero: Warriors of Rock.
- È stata utilizzata nel montaggio da parte della ITV del Gran Premio del Brasile 2008.
- È presente nelle scene finali e nei titoli di coda dell’ultimo episodio della serie Netflix Lucifer.

## Tracce
CD promozionale
1. Welcome to the Black Parade – 5:19
2. Welcome to the Black Parade (Radio Edit) – 4:37

CD, 7" – 1ª versione
1. Welcome to the Black Parade – 5:11
2. Heaven Help Us – 2:56

7" – 2ª versione
1. Welcome to the Black Parade – 5:11
2. Welcome to the Black Parade (Live) – 5:31

CD maxi
1. Welcome to the Black Parade – 5:11
2. Heaven Help Us – 2:56
3. Welcome to the Black Parade (Live) – 5:31

Download digitale – 1ª versione
1. Welcome to the Black Parade (Radio Edit) – 4:38
2. My Chemical Romance Welcomes You to the Black Parade (Commentary by the Band) – 39:28

Download digitale – 2ª versione
1. Welcome to the Black Parade (Live) – 5:31
2. Heaven Help Us – 2:56

Download digitale – demo
1. The Five of Us Are Dying (Rough Mix) – 3:49

## Classifiche
| Classifica (2006)             | Posizione massima |
| ----------------------------- | ----------------- |
| Australia                     | 14                |
| Belgio (Fiandre)              | 50                |
| Europa                        | 5                 |
| Finlandia                     | 7                 |
| Germania                      | 58                |
| Irlanda                       | 12                |
| Italia                        | 28                |
| Norvegia                      | 15                |
| Nuova Zelanda                 | 2                 |
| Paesi Bassi                   | 92                |
| Repubblica Ceca               | 6                 |
| Regno Unito                   | 1                 |
| Regno Unito (rock & metal)    | 1                 |
| Stati Uniti (adult top 40)    | 22                |
| Stati Uniti (alternative)     | 1                 |
| Stati Uniti (digital)         | 7                 |
| Stati Uniti (mainstream rock) | 24                |
| Stati Uniti (pop)             | 11                |
| Svezia                        | 26                |
| Svizzera                      | 64                |